# Indicador de la mel pàl·lid
L'indicador de la mel pàl·lid (Indicator meliphilus) és una espècie d'ocell de la família dels indicatòrids (Indicatoridae) que habita les sabanes de l'est d'Uganda i sud de Kenya i Tanzània, sud-est de la República Democràtica del Congo i Malawi, Zimbàbue i l'adjacent sud-oest de Moçambic i a través de Zàmbia fins al centre i l'oest d'Angola.